# Johnny Weltz
Johnny Weltz (født 20. marts 1962) er tidligere professionel dansk cykelrytter. Han kørte i en årrække for det spanske hold ONCE.
I 1985 vandt han sølv ved VM for amatører.
Karrierens sportslige højdepunkt var sandsynligvis etapesejren på den bjergrige 19. etape af Tour de France 1988.
Samme år vandt Johnny Weltz tillige en etape i det andet store etapeløb; Vuelta a Espana.
Johnny Weltz deltog i Tour de France flere år:
- 1988 (etape-sejr på 19. etape)(samlet placering nr. 54)
- 1990 (udgået på 14. etape)
- 1991 (udgået på 18. etape)
- 1992 (samlet placering nr. 102)

Efter den aktive karriere arbejdede han i en række job for cykelholdene Motorola, US Postal og MemoryCard Jack&Jones.
Er nu sportsdirektør på Antiga Casa Bellsolà i Girona.